# Devario
Devario je rod sladkovodních paprskoploutvých ryb z čeledi kaprovití (Cyprinidae) a podčeledi Danioninae. V češtině se ryby tohoto rodu označují jménem dánio, to se však používá i pro některé další rody podčeledi Danioninae, především rod Danio. Ryby rodu Devario jsou drobné a často zajímavě zbarvené rybky z tropické Asie, některé druhy, například dánio malabarské, se běžně chovají v akváriích.